# Коутсбург (Іллінойс)
Коутсбург (англ. Coatsburg) — селище (англ. village) в США, в окрузі Адамс штату Іллінойс. Населення — 150 осіб (2020).

## Географія
Коутсбург розташований за координатами 40°1′57″ пн. ш. 91°9′37″ зх. д. / 40.03250° пн. ш. 91.16028° зх. д. (40.032400, -91.160241).  За даними Бюро перепису населення США в 2010 році селище мало площу 0,32 км², уся площа — суходіл.

## Демографія
Згідно з переписом 2010 року, у селищі мешкало 147 осіб у 61 домогосподарстві у складі 40 родин. Густота населення становила 463 особи/км².  Було 78 помешкань (245/км²).
Расовий склад населення:
| - 100,0 % — білих |

До двох чи більше рас належало 0,0 %. Частка іспаномовних становила 0,7 % від усіх жителів.
За віковим діапазоном населення розподілялося таким чином: 24,5 % — особи молодші 18 років, 63,3 % — особи у віці 18—64 років, 12,2 % — особи у віці 65 років та старші. Медіана віку мешканця становила 36,8 року. На 100 осіб жіночої статі у селищі припадало 93,4 чоловіків;  на 100 жінок у віці від 18 років та старших — 91,4 чоловіків також старших 18 років.
Середній дохід на одне домашнє господарство  становив 52 288 доларів США (медіана — 47 500), а середній дохід на одну сім'ю — 51 994 долари (медіана — 48 750). За межею бідності перебувало 6,7 % осіб, у тому числі 13,8 % дітей у віці до 18 років та 7,7 % осіб у віці 65 років та старших.
Цивільне працевлаштоване населення становило 94 особи. Основні галузі зайнятості: освіта, охорона здоров'я та соціальна допомога — 27,7 %, виробництво — 17,0 %, роздрібна торгівля — 14,9 %, транспорт — 13,8 %.